# Pucho (personaje)
Pucho es un personaje de la serie Hijitus, creado por Manuel García Ferré. 
Es el ayudante habitual del Profesor Neurus y su mano derecha. Originalmente Pucho, Larguirucho y Serrucho eran tres ratones, que fueron adquiriendo gradualmente un aspecto más antropomorfo. La palabra "pucho" es una expresión del lunfardo que designa al cigarrillo, por lo cual el personaje es retratado eternamente con un cigarrillo semi consumido entre sus labios.
Se lo representa en camiseta, con antifaz, gorra de ladrón y aficionado al tango (frecuentemente se lo ve tocando el bandoneón), además de hablar con un marcado acento porteño barriobajero.
Suele responder a las observaciones de otros personajes citando estrofas de tangos conocidos, y sus muletillas habituales son "Rajemos muchachos!!!", "Este que...Maaamaa!!!" y "Profesor usted es pluscuamperfecto, Profesor".